# L'Oasis (bande dessinée, 2020)
Pour les articles homonymes, voir L'Oasis.
L'Oasis , sous titré Petite genèse d'un jardin biodivers est un album de bande dessinée français scénarisé et dessiné par Simon Hureau, édité le 12 juin 2020 par Dargaud.

## Synopsis
Cette bande dessinée raconte à la première personne l'évolution du jardin de Simon Hureau. Celui ci raconte, avec méthode et humour, mais sans thèse préalable, comment il a réussi à améliorer la biodiversité de son petit jardin, et comment les espèces végétales et animales cohabitent,.
Il dessine et décrit avec beaucoup de minutie les plantes, insectes, oiseaux, reptiles, batraciens et petits mammifères qui repeuplent petit à petit cet écosystème,, basé en Indre et Loire,''''.

## Genèse de l'œuvre
L'élément déclencheur de la création est la démission de Nicolas Hulot du ministère de l'Écologie, en août 2018. 

## Influences
L'éditeur de l'Oasis cite les Souvenirs entomologiques de Jean-Henri Fabre et l'émission Silence, ça pousse ! sur France 5 parmi les influences de Simon Hureau. 
Gilles Clément a écrit la préface de la bande dessinée.

## Réception critique
- Le site Planète BD l'a noté 4 sur 5 et écrit : « Plus qu’une bande dessinée, cet album conséquent de quelque 114 pages donne avant tout envie de cultiver son jardin, construire son potager et expérimenter tous les trucs et astuces pour faire et réussir son éden à soi. Evidemment, la morale de son album est avant tout écologique, basée sur un esprit pratique et respectueux de l’environnement. »
- La bande du 9 l'a noté 5 sr 5[15]
- BD Guest l'a noté 3 sur 5[1]
- Le site Avoir à lire en fait une chronique élogieuse : « C’est en tout cas un pari réussi pour Simon Hureau qui grâce à son ouvrage, nous fait découvrir (ou redécouvrir) la beauté de la nature. Les représentations de la faune et flore à l’aquarelle méritent sans conteste d’être encadrées. Et, c’est avec une pointe de fierté que vous pourrez expliquer à vos proches détenteurs de jardin, qu’il est possible de soutenir la biodiversité et l’écologie à leur niveau, avec un peu de patience et d’énergie. »[16]

## Distinction
En novembre 2020, l'Oasis a obtenu le prix Région Centre-Val-de-Loire